# 土斡耳
土斡耳（羅馬化：Bo’al，?—?），成吉思汗长子朮赤的第七子，蒙古帝国皇族。波斯语《史集》记载他的名字为بوال（Būāl）。孙子那海是金帐汗国的名将。
《史集》里说他是朮赤的第七个孩子，他的兀鲁思是在他的父亲朮赤和他二哥拔都西征之后在钦察草原形成的。土斡耳和他的后代在金帐汗国（朮赤兀鲁思）属于右翼。
蒙哥汗在位时远征西亚，土斡耳的次子明哈达尔的长子努哈尔代表朮赤兀鲁思的右翼，斡兒答的儿子忽里代表朮赤兀鲁思的左翼，昔班的儿子巴勒哈代表中央军，受旭烈兀的指挥。当旭烈兀突然去世后，伊利汗国（旭烈兀兀鲁思）与朮赤兀鲁思在高加索地区利益的冲突变得明显。
金帐汗国的三位王族，巴勒哈因咒呪罪被处死，努哈尔和忽里相继死去，当时的金帐汗国怀疑他们被害，朮赤兀鲁思和旭烈兀兀鲁思之间开始了一场战斗。
这时，朮赤兀鲁思派出努哈尔的堂兄弟、土斡耳的长子塔塔儿之子那海，作为先锋，拥有三万兵马，攻打伊利汗国。那海在多次战斗中立下了汗马功劳。

## 世系
- 土斡耳
  - 塔塔儿
    - 那海
      - 朱黑
      - 木黑
      - 图里

  - 明哈达尔
    - 努哈尔
      - 希尔吉不花

    - 别赫杜兹
      - 图达罕
      - 图赫鲁帖

    - 阿不罕
      - 图忽札
      - 阿赫麦德

    - 乌兹别赫
    - 撒塞赫
      - 巴沙尔

    - 乌鲁斯
    - 乌龙格呼尔图哈
    - 图赫鲁札
    - 依利巴斯梅什

## 延伸阅读
[在维基数据编辑]
 《新元史/卷106》，出自柯劭忞《新元史》